# جیمی مودست
جیمی مودست (انگلیسی: Jimmy Modeste؛ زادهٔ ۸ ژوئیهٔ ۱۹۸۱) بازیکن فوتبال اهل فرانسه است.
از باشگاه‌هایی که در آن بازی کرده‌است می‌توان به باشگاه فوتبال نئا سالامیس فاماگوستا، باشگاه فوتبال لو مان، باشگاه فوتبال استاد برستوا ۲۹، و باشگاه فوتبال پاریس اف سی اشاره کرد.
وی همچنین در تیم ملی فوتبال دماغه سبز بازی کرده‌است.